# Probus Barczewski
Probus Piotr Włodzimierz Barczewski (ur. 1833, zm. 20 października 1885 w Francensbadzie) – polski właściciel ziemski, filantrop.

## Życiorys
Syn Feliksa i Anieli z domu Pichelstein. Po śmierci ojca odziedziczył znaczny majątek na Podolu. Należało do niego Olszanka, Raszków i Katrynówka. Był fundatorem najbardziej okazałego mauzoleum na Cmentarzu Łyczakowskim, które zaprojektował Władysław Halicki. W testamencie przekazał znaczne środki na założenie fundacji jego imienia. Zmarł we Francensbadzie w 1883 roku.